# Miquel Martí i Pol
Œuvres principales
Llibre de les solituds
Miquel Martí i Pol, né le 19 mars 1929 à Roda de Ter (Catalogne, Espagne) et mort le 11 novembre 2003 à Vic (Catalogne, Espagne), est un poète et traducteur espagnol d'expression catalane reconnu pour la simplicité de sa poésie, loin d'hermétismes et essentiellement communicative.[réf. nécessaire]

## Biographie
Il est le fils d'une famille d'ouvriers : un serrurier et une travailleuse d'une usine textile, là même où il commence à travailler à l'âge de quatorze ans. Il ne fait que des études primaires. Pendant qu'il assiste à l'école primaire il vit la guerre d'Espagne, de 1936 à 1939.
Dès son enfance il aime lire et peu à peu il commence aussi à écrire. Vers l'âge de 16 ans il commence à écrire des poèmes en espagnol, la seule langue permise après la guerre et qui pendant plusieurs années a été obligatoire à l'école et dans les livres. Avec ses amis il organise un groupe, la Penya Verdaguer, pour y débattre les textes qu'ils écrivent et les lectures qu'ils font. À l'âge de 19 ans il commence à écrire en catalan.
En 1956, il se marie avec Dolors Feixas avec qui il a deux enfants. Pendant ce temps-là il écrit les poèmes de deux livres, El poble et La fàbrica, grâce auxquels Miquel Martí i Pol commence à être reconnu comme étant le poète réaliste catalan le plus authentique, car il dénonce les injustices des ouvriers, les différences entre les classes riches et les pauvres, entre les propriétaires et les ouvriers. Il vit aussi une autre situation de révolte, celle de sa terre, la Catalogne, dominée par le régime franquiste espagnol qui ne lui permet pas de se développer et de s'exprimer comme pays. Cette situation est dénoncée par des personnes, des groupes et des partis politiques clandestins de plusieurs façons. Il compose des chansons, collabore avec quelques magazines, comme Oriflama, où il publie des poèmes et des critiques littéraires et traduit des textes. À époque-là, certains chanteurs de la Nouvelle Chanson, comme Lluís Llach, chantent ses poèmes.
En 1970, Miquel Martí i Pol tombe malade de sclérose multiple, une maladie incurable, qui peu à peu l'empêche de parler normalement et il devient invalide. Deux ans plus tard il abandonne l'usine et reste chez lui. Après une période de dépression, il publie, entre autres œuvres, Estimada Marta. En 1986, il se marie en secondes noces avec Montserrat Sans. Il collabore avec le plus important magazine de poésie en langue catalane, Reduccions, ainsi qu'à des récitals de poésie et des spectacles de théâtre.
En 1983, il reçoit la Creu de Sant Jordi, en 1991 le Prix d'honneur des lettres catalanes et en 1993 la Médaille d'or du mérite des beaux-arts du Ministère de l'Éducation, de la Culture et des Sports espagnol. Il meurt à 74 ans.

## Œuvre
L'œuvre poétique de Miquel Martí i Pol présente différentes époques :  
- La première est caractérisée par l'introduction de la poésie amoureuse et par l'expérience d'une crise religieuse. Porto la tarda recolzada al braç (1948-1954) et El fugitiu (1952-1957).
- La deuxième est marquée par le réalisme historique. El poble (1956-1958) et La fàbrica (1970-1971).
- La troisième étape se déroule en même temps que la récupération des libertés politiques et la mort de sa femme. Estimada Marta (1978), Llibre d’absències (1985) et L’àmbit de tots els àmbits (1980).
- Et la dernière étape, où le poète fait face au passage du temps et à la proximité de la beauté. Llibre de solituds (1995-1997).

En plus de son œuvre poétique, il traduit, surtout du français Simone de Beauvoir, Roland Barthes, Émile Zola, etc.) et écrit des petits récits Contes de la vila de R i altres narracions (1978).